# Watanabe
Watanabe ist der Familienname folgender Personen:

### A
- Akane Watanabe (* 1991), japanische Hammerwerferin
- Akira Watanabe (Musiker) (* 1928), japanischer Jazzmusiker
- Akira Watanabe (Motorradrennfahrer) (* 1954), japanischer Motorradrennfahrer
- Akira Watanabe (Automobilrennfahrer) (* 1954), japanischer Automobilrennfahrer
- Akira Watanabe (Schachspieler) (* 1972), japanischer Politikwissenschaftler und Schachspieler
- Akira Watanabe (Shōgispieler) (* 1984), japanischer Shōgispieler
- Aoi Watanabe (* 1999), japanische Shorttrackerin
- Arata Watanabe (* 1995), japanischer Fußballspieler
- Atsuo Watanabe (* 1974), japanischer Fußballspieler
- Watanabe Atsushi (Schauspieler, 1898) (1898–1977), japanischer Schauspieler
- Atsushi Watanabe (Schauspieler, 1947) (* 1947), japanischer Schauspieler
- Atsushi Watanabe (Politiker) (* 1952), japanischer Politiker (LDP)
- Atsushi Watanabe (Rennfahrer) (* 1976), japanischer Motorradrennfahrer

### C
- Chikako Watanabe, japanische Assyrologin
- Chitetsu Watanabe (1907–2020), japanischer Supercentenarian

### D
- Daigō Watanabe (* 1984), japanischer Fußballspieler

### E
- Eisuke Watanabe (* 1999), japanischer Fußballspieler
- Emi Watanabe (* 1959), japanische Eiskunstläuferin
- Eren Watanabe (* 2003), japanische Skirennläufer
- Eriko Watanabe (* 1955), japanische Schauspielerin, Theaterleiterin und Dramatikerin

### F
- Fumio Watanabe (1929–2004), japanischer Schauspieler

### G
- Gedde Watanabe (* 1955), US-amerikanischer Schauspieler
- Watanabe Gentai (1749–1822), japanischer Maler
- Graham Watanabe (* 1982), US-amerikanischer Snowboarder

### H
- Watanabe Hidemaro (1924–2011), japanischer Fußballspieler
- Hidetoyo Watanabe (* 1971), japanischer Fußballspieler
- Hinata Watanabe (* 1986), japanischer Kickboxer
- Hiroaki Watanabe (* 1991), japanischer Skispringer
- Hirofumi Watanabe (Skilangläufer) (* 1968), japanischer Skilangläufer
- Hirofumi Watanabe (Fußballspieler) (* 1987), japanischer Fußballspieler
- Hiroshi Watanabe (Fotograf) (* 1951), japanischer Fotograf
- Hiroshi Watanabe (Chemiker), japanischer Chemiker
- Hiroshi Watanabe (Regisseur), japanischer Anime-Regisseur
- Hiroshi Watanabe (Gewichtheber) (* 1967), japanischer Gewichtheber
- Hiroshi Watanabe (Musiker) (* 1971), japanischer Musiker

### I
- Ippei Watanabe (Fußballspieler) (* 1969), japanischer Fußballspieler
- Ippei Watanabe (Schwimmer) (* 1997), japanischer Schwimmer

### J
- Jirō Watanabe (* 1955), japanischer Boxer
- Jolene Watanabe-Giltz (1968–2019), US-amerikanische Tennisspielerin
- José Watanabe (1946–2007), peruanischer Lyriker
- Watanabe Jōtarō (1874–1936), japanischer General
- June Watanabe (* 1938), US-amerikanische Tänzerin und Choreografin
- Jun’ichi Watanabe (Schriftsteller) (1933–2014), japanischer Schriftsteller
- Jun’ichi Watanabe (Fußballspieler) (* 1973), japanischer Fußballspieler
- Jun’ya Watanabe (* 1961), japanischer Modedesigner

### K
- Kanako Watanabe (* 1996), japanische Schwimmerin
- Katsuaki Watanabe (* 1942), japanischer Manager
- Watanabe Kazan (1793–1841), japanischer Maler
- Kazuhiro Watanabe (1950–2007), japanischer Comiczeichner
- Kazuhito Watanabe (* 1986), japanischer Fußballspieler
- Kazuki Watanabe (Schwimmer) (* 1987), japanischer Schwimmer
- Kazuki Watanabe (Rennfahrer) (* 1990), japanischer Motorradrennfahrer
- Kazuma Watanabe (* 1986), japanischer Fußballspieler
- Kazumi Watanabe (Leichtathlet) (1935–2022), japanischer Leichtathlet
- Kazumi Watanabe (Sportschütze) (1947–1996), japanischer Sportschütze
- Kazumi Watanabe (Musiker) (* 1953), japanischer Gitarrist und Bandleader
- Kazunari Watanabe (* 1983), japanischer Radsportler
- Kazuo Watanabe (Romanist) (1901–1975), japanischer Romanist und Übersetzer
- Kazuo Watanabe (Schwimmer) (* 1938), japanischer Schwimmer
- Kazuo Watanabe (Eishockeyspieler), japanischer Eishockeyspieler
- Kazuo Watanabe (Animator), japanischer Animator
- Kazurō Watanabe (* 1955), japanischer Astronom
- Kazushi Watanabe (* 1976), japanischer Regisseur und Schauspieler
- Kazuya Watanabe (Leichtathlet, 1987) (* 1987), japanischer Langstreckenläufer
- Kazuya Watanabe (Leichtathlet, 1988) (* 1988), japanischer Sprinter
- Keigo Watanabe (* 2002), japanischer Fußballspieler
- Keiji Watanabe (* 1985), japanischer Fußballspieler
- Keita Watanabe (* 1992), japanischer Shorttracker
- Ken Watanabe (* 1959), japanischer Schauspieler
- Kenji Watanabe (Schwimmer) (1969–2017), japanischer Schwimmer
- Kenji Watanabe (Materialwissenschaftler) (* um 1962), japanischer Materialwissenschaftler
- Kenji Watanabe, eigentlicher Name von Suneohair (* 1971), japanischer Singer-Songwriter und Produzent
- Kennosuke Watanabe (* 1980), japanischer Skilangläufer und Biathlet
- Kenta Watanabe (* 1998), japanischer Fußballspieler
- Kiiko Watanabe (* um 1935), japanische Tischtennisspielerin
- Kōdai Watanabe (* 1986), japanischer Fußballspieler
- Kōichirō Watanabe (* 1944), japanischer Politiker
- Kōta Watanabe (Hockeyspieler) (* 1996), japanischer Hockeyspieler
- Kōta Watanabe (Fußballspieler) (* 1998), japanischer Fußballspieler
- Kumiko Watanabe (* 1965), japanische Synchronsprecherin

### M
- Makiko Watanabe (* 1968), japanische Schauspielerin
- Makoto Watanabe (* 1980), japanischer Fußballspieler
- Mamiko Watanabe (* 1980), japanische Jazzmusikerin
- Manabu Watanabe (* 1986), japanischer Fußballspieler
- Manjiro Watanabe (1891–1980), japanischer Mineraloge
- Masaki Watanabe (* 1986), japanischer Fußballspieler
- Watanabe Masanosuke (1899–1928), japanischer Gewerkschafter
- Masashi Watanabe (1936–1995), japanischer Fußballspieler
- Masaya Watanabe (* 2003), japanischer Fußballspieler
- Masayoshi Watanabe (* 1954), japanischer Chemiker und Hochschullehrer
- Mayumi Watanabe (* 1983), japanische Sprinterin
- Watanabe Michio (1923–1995), japanischer Politiker
- Mikio Watanabe (* 1954), japanischer Grafiker und Schabkünstler
- Mina Watanabe (* 1985), japanische Judoka
- Misako Watanabe (* 1932), japanische Schauspielerin
- Mitsuki Watanabe (* 1987), japanischer Fußballspieler
- Mitsuo Watanabe (* 1953), japanischer Fußballspieler
- Mitsuteru Watanabe (* 1974), japanischer Fußballspieler
- Moriaki Watanabe (1933–2021), japanischer Romanist und Theaterwissenschaftler
- Moriyuki Watanabe, japanischer Agronom
- Mutsuhiro Watanabe (1918–2003), japanischer Soldat

### N
- Watanabe Nangaku (1767–1813), japanischer Maler
- Natsuhiko Watanabe (* 1995), japanischer Fußballspieler
- Nobuyuki Watanabe (1930–2019), japanischer Aikidolehrer
- Noriko Watanabe (Synchronsprecherin) (1934–2020), japanische Synchronsprecherin
- Noriko Watanabe (Schauspielerin) (* 1965), japanische Schauspielerin und Sängerin
- Noriko Watanabe (Maskenbildnerin), japanische Maskenbildnerin

### O
- Osamu Watanabe (1940–2022), japanischer Ringer

### R
- Rearu Watanabe (* 2003), japanischer Fußballspieler
- Rikako Watanabe (* 1964), japanische Organistin und Komponistin
- Rikuta Watanabe (* 1995), japanischer Skispringer
- Rinka Watanabe (* 2002), japanische Eiskunstläuferin
- Roberto Tadashi Watanabe (* 1972), brasilianischer Schachspieler
- Ryō Watanabe (Fußballspieler, September 1996) (* 1996), japanischer Fußballspieler
- Ryō Watanabe (Fußballspieler, Oktober 1996) (* 1996), japanischer Fußballspieler
- Ryohei Watanabe (* 2002), japanischer Fußballspieler
- Ryōma Watanabe (* 1996), japanischer Fußballspieler
- Ryōta Watanabe (* 1991), japanischer Fußballspieler

### S
- Sadao Watanabe (Grafiker) (1913–1996), japanischer Grafiker
- Sadao Watanabe (Musiker) (* 1933), japanischer Jazz-Saxophonist
- Satomi Watanabe (* 1999), japanische Squashspielerin
- Satoshi Watanabe (Physiker) (1910–1993), japanischer Physiker
- Satoshi Watanabe (Beachvolleyballspieler) (* 1975), japanischer Beachvolleyballspieler
- Seiichi Watanabe (* um 1970), japanischer Badmintonspieler
- Seita Watanabe (* 2000), japanischer Tennisspieler
- Watanabe Shikō (1683–1755), japanischer Maler
- Shimon Watanabe (* 1990), japanischer Fußballspieler
- Shin’ichi Watanabe (Regisseur) (* 1964), japanischer Regisseur
- Shin’ichi Watanabe (Leichtathlet) (* 1976), japanischer Leichtathlet
- Shin’ichirō Watanabe (* 1965), japanischer Anime-Regisseur und Drehbuchautor
- Shinya Watanabe, japanischer Archäologe
- Shinzō Watanabe (* 1935), japanischer Mathematiker
- Watanabe Shōzaburō (1885–1962), japanischer Verleger
- Shūto Watanabe (* 1997), japanischer Fußballspieler
- Suehiko Watanabe († 2012), japanischer Geiger
- Watanabe Sumiko (1916–2010), japanische Sprinterin und Weitspringerin
- Susumu Watanabe (* 1973), japanischer Fußballspieler

### T
- Tadashi Watanabe (* 1944), japanischer Computerarchitekt
- Taiki Watanabe (* 1999), japanischer Fußballspieler
- Takamasa Watanabe (* 1977), japanischer Fußballspieler
- Takashi Watanabe (* 1957), japanischer Regisseur
- Takehiro Watanabe (Tischtennisspieler) (* 1961), japanischer Tischtennisspieler und -trainer
- Takehiro Watanabe (Nordischer Kombinierer) (* 1993), japanischer Nordischer Kombinierer
- Takeshi Watanabe (Bankmanager) (1906–2010), japanischer Bankmanager
- Takeshi Watanabe (Musiker, 1952) (* 1952), japanischer Schlagzeuger
- Takeshi Watanabe (Musiker, 1967) (* 1967), japanischer Keyboarder und Komponist
- Takeshi Watanabe (Fußballspieler) (* 1972), japanischer Fußballspieler
- Taku Watanabe (* 1971), japanischer Fußballspieler
- Takumi Watanabe (* 1982), japanischer Fußballspieler
- Takuya Watanabe (* 1988), japanischer Fußballspieler
- Tamae Watanabe (* 1938), japanische Bergsteigerin
- Tatsuo Watanabe (1928–2001), japanischer Skispringer
- Watanabe Tetsuzō (1885–1980). japanischer Unternehmer und Politiker
- Thomas Watanabe-Vermorel (* 1978), französischer Politiker (Parti Pirate)
- Tsukasa Watanabe (* 1999), japanischer Fußballspieler
- Tsuyoshi Watanabe (* 1997), japanischer Fußballspieler

### Y
- Watanabe Yanosuke, japanischer Fußballtorhüter
- Yasuhiro Watanabe (* 1992), japanischer Fußballspieler
- Yasunori Watanabe (1974–2010), japanischer Rugby-Union-Spieler
- Yasutomo Watanabe (1916–2012), japanischer Maler
- Yoko Watanabe (1953–2004), japanische Sängerin (Sopran)
- Yoshiichi Watanabe (* 1954), japanischer Fußballspieler
- Yoshimi Watanabe (* 1952), japanischer Politiker
- Yoshinori Watanabe (1941–2012), japanischer Yakuzachef
- Watanabe Yoshio (Fotograf) (1907–2000), japanischer Fotograf
- Yoshio Watanabe (Musiker) (* 1950), japanischer Cembalist
- Yoshitaka Watanabe (* 1973), japanischer Fußballspieler
- Yoshitomo Watanabe (* 1976), japanischer Mangaka
- Watanabe Yōji (1923–1983), japanischer Architekt
- Yūga Watanabe (* 1996), japanischer Fußballspieler
- Yukari Watanabe (* 1981), japanische Eisschnellläuferin
- Watanabe Yūkō (1856–1942), japanische Malerin
- Yumi Watanabe (* 1970), japanische Fußballspielerin
- Yuta Watanabe (Basketballspieler) (* 1994), japanischer Basketballspieler
- Yuta Watanabe (Badminton) (* 1997), japanischer Badmintonspieler